# 山本義信
山本義信（1881年12月24日—1969年2月5日），出身於今日本千葉縣茂原市，是臺灣日治時期的企業家與政治人物，創立山本鑛業合資會社（後更名為山本炭鑛）從事煤礦業，並擔任過臺灣鑛業會的理事:171，又曾任第二任板橋庄長與首任板橋街長:172。

## 生平

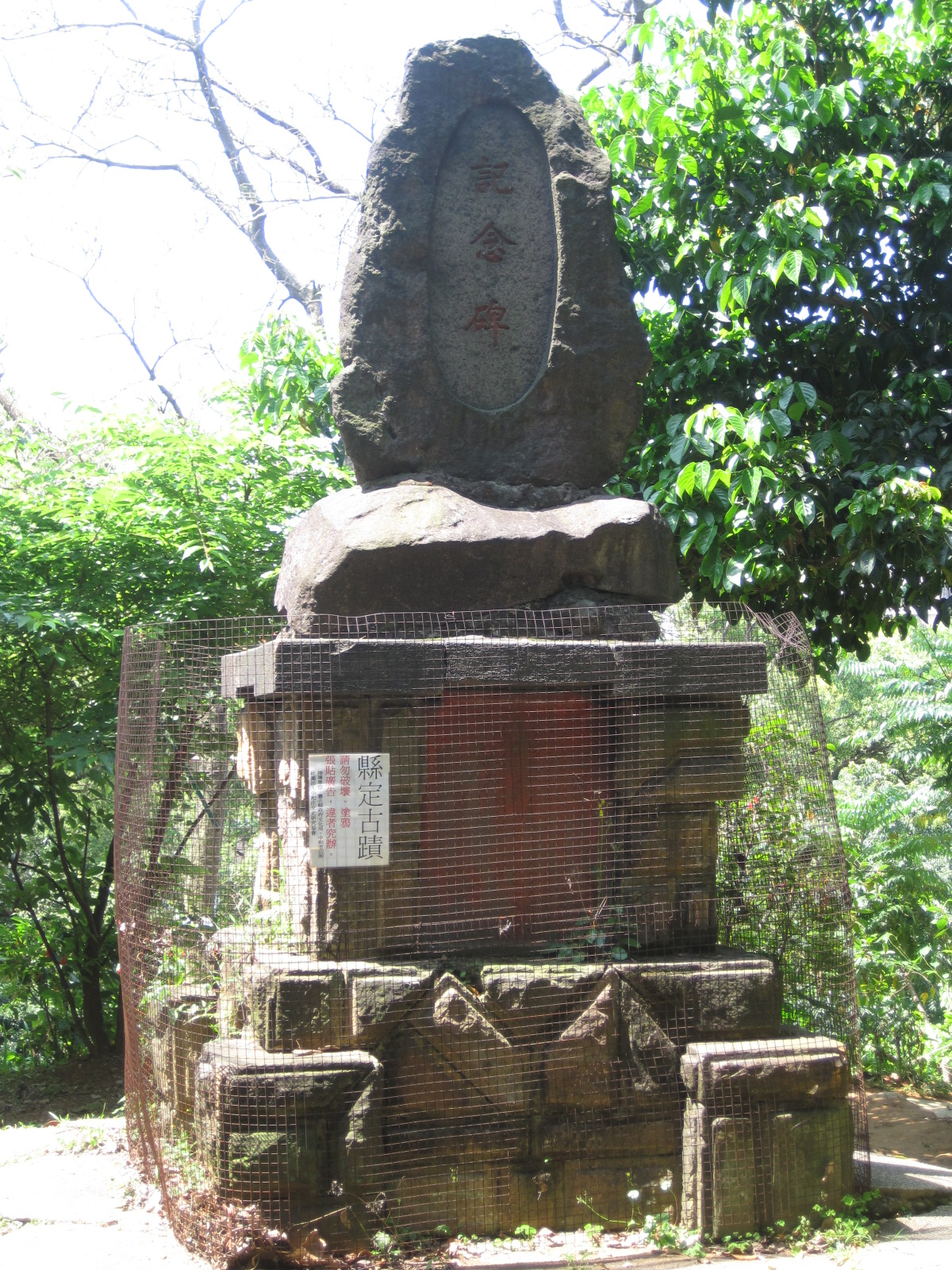
位於臺灣新北市中和區的自強公園（饅頭山）內的山本氏紀念碑。

山本義信於明治十四年（1881年）出生於今日本千葉縣茂原市的農家，是家中八個小孩中的次子，其家境並不算寬裕，需要借貸度日:18。明治二十一年（1888年）時他進入了綱島小學校就讀，之後就讀高等科，之後曾與友人一同前往東京找工作卻失敗，後於明治三十三年（1900年）5月（一說12月）時來臺:18。
來到臺灣的山本義信於基隆港上岸，先是在基隆露宿了約一個星期，後來為一位經營船具行並兼營礦業的臺灣人王玉水收留並在其底下工作:20。隔年（1901年）山本義信曾返回故鄉，在取得父親山本彌三郎同意後以家中土地做擔保向同鄉的醫生細矢良三借貸100圓:20:62。後來受到日俄戰爭影響，船具行生意大好，山本義信也在該年（1905年）開設分行獨立，借款也於兩年後（1907年）還清:21:62。而也就在借款還清的那一年的4月4日，他與故鄉醬油商的女兒深山てつ結婚，同年12月16日長女喜久出生（1911年2月10日夭折），又過兩年後生下長子義正:22。
在此同時山本義信也開始投資礦業，他先是在明治四十二年（1909年）10月以父親名義購得臺北廳石碇堡暖暖街東勢坑983號礦區，隔年9月又取得了石碇堡暖暖街西勢坑1029號礦區:64，而後在明治四十四年（1911年）他與弟弟山本精一一起提出礦業人申請，隔年7月1日以兩人的名義取得石碇堡暖暖街東勢坑1126號礦區，之後又陸續取得擺接堡大安藔庄外1099礦區與擺接堡頂埔庄231號礦區的許可權:34，之後承接了王玉水及其合夥人的礦區。大正五年（1916年），山本義信收起船具行生意，而在大正六年（1917年）他又從受過照顧的王玉水那裡再接收了第111號礦區的採礦權，同年8月時山本義信成立了「山本鑛業合資會社」為臺灣第四間煤礦公司:36，大正九年（1920年）時，公司改組為「山本炭鑛」。在此同時，山本義信的住所也從大安藔庄遷到海山郡板橋庄，當時很多煤礦業者都住在板橋，位在今土城區的山本炭鑛所產的煤都先送到板橋儲煤場:36。山本炭鑛的開採方式乾坑長壁式採掘法，開採成本很低，一噸的獲利約有10圓72錢，在當時算是獲利頗豐:37。此外該公司主要的客戶是鐵道部與三井物產株式會社，其中與三井物產之間到昭和三年（1928年）為止都簽有契約，由三井物產負責經銷:38。而從大正九年（1920年）開始，由於中國撫順煤礦供應過剩與日本本土煤礦開採限制，臺灣煤礦業開始受到影響，有些小型煤礦停止生產，但山本炭鑛僅在隔年生產量稍減，之後仍持提高生產量直到昭和四年（1929年）:38。而由於山本炭鑛的順利發展，大正十一年（1922年）10月山本炭鑛成為臺灣鑛業會的特別會員，山本義信在隔年1月也被推選為該會的理事:38。除了經營煤礦外，山本義信在大正九年（1920年）10月開始擔任板橋庄協議會員直到大正十三年（1924年），共兩任，下任後即於同年（1924年）10月擔任板橋庄長，同時擔任臺北州協議會員:54。
大正十年（1921年）後半到昭和二年（1927年），為臺灣煤礦業的第一次繁榮期，1927年的總生產量達到185萬7257噸，為1917年的兩倍多，但之後受到日本昭和金融恐慌、五三慘案（濟南事件）、經濟大恐慌等影響，臺灣煤礦業受到重創:44、45，而後又因為臺灣開始輸入撫順煤礦，其後的九一八事變與一·二八事變又影響日貨銷路，臺灣煤礦再次受到打擊:45、46。而在此時期，山本炭鑛則改採保守的經營策略，且由於保有與三井物產的合作關係，所以銷售管道並無太大問題:52，而山本義信本人則是除了煤礦經營之外，繼續投身公共事務。昭和四年（1929年）6月1日板橋庄升格時，時任庄長的他繼續擔任首任板橋街長直到隔年9月卸任，而臺北州協議會員也持續當到昭和十七年（1942年）:54。擔任板橋庄、街長任內，山本義信的政績包括有建立無線電信傳訊所、板橋水道、大典紀念運動場，並促進板橋庄的升格、推動「昭和橋」（今光復橋）的興建:56－58。除了上述事蹟之外，山本義信也擔任1929年成立的臺灣炭業組合副組合長，促使降低煤礦鐵路運費與簽定撫順煤礦輸入協定等市以支援臺灣煤礦業:61，同時也在臺北草山興建了羽衣園供大眾遊憩:62，也有捐錢回饋故鄉。
而在昭和十年（1935年）時，山本義信開始投資臺灣東部的砂金事業，除取得開採許可權外，並成立山本炭鑛新城出張所:76，由其長子山本義正擔任責任技師:77。而在開採過程中，曾經有土器等古物出土，臺北帝國大學的移川子之藏教授亦曾前往調查:77。然而隨著戰爭開始與黃金流通停止，黃金的需求消失，新城出張所的礦區在昭和十七年（1942年）徹底停產:79。而在擔任新城出張所責任技師的同時，山本義正也擔任山本炭鑛的技師長，可視為山本義信開始將事業交給長子繼承:90。而在二次大戰期間，因軍事需求，山本炭鑛依然穩定的經營。
二次大戰後，臺灣省行政長官公署依民國三十五年（1946年）2月16日公布的「臺灣省行政長官公署廣告臺灣省處理境內撤離日人私人財產應行注意事項」接收在臺日人產業。而山本義信的產業中，山本炭鑛先是在1945年12月4日被臺灣煤業監理委員會接收管理，隔年煤業接管委員會成立後於4月1日正式接收，而民國三十六年（1947年）5月臺灣工礦股份有限公司煤礦分公司成立，山本炭鑛礦區被納入海山煤礦中，而海山煤礦則在民國三十八年（1949年）10月與三德煤礦合併改稱海三煤礦，之後又在民國四十四年（1955年）拍賣，由瑞芳李建興家族買下成立了海山煤礦股份有限公司，營業至民國七十八年（1989年）3月1日為止:99。至於山本義信在草山興建的羽衣園，土地部分歸臺灣工礦股份有限公司煤礦分公司所有，別墅則成了蔣中正的別館:100。草山管理局成立後，羽衣園歸該局管轄，而因為蔣中正喜歡羽衣園這個名字，故保留園名，民國四十一年（1952年）改稱山本公園:100。園區土地曾一度隨海山煤礦售出，但瑞芳李家後來又在民國五十二年（1963年）10月25日將之捐給政府:100。
而在財產處理之後，山本義信夫妻於昭和二十一年（1946年）11月10日返回日本，寄居在其妻娘家深山家:104。日後曾擔任過臺灣殘置私有財產返還促進期成同盟的常任委員:105，該組織乃是過去在臺日人希望能取回在臺部分財產而成立的組織，但日本政府在與中華民國政府交涉不成後，改以對「遣送者」發放津貼的方式解決:106。而在昭和三十一年（1956年）3月24日，山本義信曾與美國前駐法大使威廉·C·布萊德（William Christian Bullitt, Jr.）和中華民國前駐日大使董顯光會面，之後又受國民政府邀請返臺，巡視故居與原山本炭鑛，且與舊部屬與兒子友人許振乾會面，此外也在羽衣園內與蔣中正會面:106、107。
訪臺之後，山本義信在昭和三十三年（1958年）罹患了口腔癌，後於昭和四十四年（1969年）2月6日逝世:107。